# Cavalca amb el diable
Cavalca amb el diable o Cavalca amb el dimoni (títol original en anglès: Ride with the Devil) és una pel·lícula estatunidenca dramàtica relativa a la Guerra Civil dels Estats Units, dirigida l'any 1999 per Ang Lee, segons la novel·la de Daniel Woodrell. Ha estat doblada al català oriental central amb el títol de Cavalca amb el diable; també s'ha editat una versió en valencià per a À Punt amb el nom de Cavalca amb el dimoni.

## Argument
Durant la guerra de Secessió, combatents prosudistes operen en comandos aïllats, els Bushwhackers, en una guerrilla sobre les vies de tren. Al llarg de la frontera entre Kansas i Missouri, Jake Roedel, fill d'un pobre immigrant alemany, i el seu amic d'infantesa Jack Bull Chiles, fill d'un sembrador, s'uneixen a aquesta banda que saqueja la regió. Junts, aprenen molt ràpidament a esdevenir homes d'armes experimentats i cavallers. Ataquen en raids els soldats de la Unió nordista i els seus simpatitzants. Per afrontar el dur hivern que s'acosta, els Bushwhackers han de dispersar-se i trobar un abric. Diversos membres troben refugi en una trinxera en un turó. Però la realitat de la guerra els abasta i fa miques el petit grup.

## Repartiment
- Tobey Maguire: Jake Roedel
- Skeet Ulrich: Jack Bull Chiles
- James Caviezel: el capità Black John
- Jonathan Rhys-Meyers: Pitt Mackeson
- Simon Baker: George Clyde
- Jeffrey Wright: Daniel Holt
- Jewel Kilcher: Sue Lee Shelley
- Celia Weston: Mrs Clark
- Tom Guiry: Riley Crawford
- Matthew Faber: Turner Rawls
- Stephen Mailer: Babe Hudspeth
- Zach Graner: M. Evans
- John Ales: Quantrill
- Tom Wilkinson: Orton Brown
- Margo Martindale: Wilma Brown
- Mark Ruffalo: Alf Bowden
- Jay Thorson: Ted
- Don Shanks: George
- David Rees Snell: el primer jugador de pòquer
- James Urbaniak: el segon jugador de pòquer

## Crítica
- "Visualment atractiva però dramàticament plana."[4]